# Goya al millor disseny de vestuari
El Premi Goya al millor disseny de vestuari és un dels 28 Premis Goya entregats anualment. És concedit des de la primera edició.

## Nominats i guanyadors

### Dècada del 2020
| Guanyador             | Candidats                                   | |
| XXXIX edició - 2025   | XXXIX edició - 2025                         | XXXIX edició - 2025 |
| --------------------- | ------------------------------------------- | --- |
|                       |                                             | - Ester Palaudàries, Vinyet Escobar — Disco, Ibiza, Locomía - Irantzu Ortiz, Olga Rodal — El 47 - Bina Daigeler — La habitación de al lado - Arantxa Ezquerro — La virgen roja - Lourdes Fuentes — Segundo premio |
| XXXVIII edició - 2024 |                                             | |
|                       | Julio Suárez per La societat de la neu      | - Nerea Torrijos per 20.000 espècies d'abelles - Maria Armengol per El mestre que va prometre el mar - Mercè Paloma per La contadora de películas - Lala Huete per Saben aquell                                   |
| XXXVII edició - 2023  |                                             | |
|                       | Fernando García per Modelo 77               | - Paola Torres per As bestas - Nerea Torrijos per Irati - Suevia Sampelayo per La piedad - Alberto Valcárcel per Los renglones torcidos de Dios - Cristina Rodríguez per Malnazidos                               |
| XXXVI edició - 2022   |                                             | |
|                       | Vinyet Escobar per Las leyes de la frontera | - Alberto Valcárcel per Love Gets a Room - Fernando García per El buen patrón - Clara Bilbao per Maixabel |
| XXXV edició - 2021    |                                             | |
|                       | Nerea Torrijos per Akelarre                 | - Cristina Rodríguez per Explota explota - Arantxa Ezquerro per Las niñas - Lena Mossum per Los europeos |
| XXXIV edició - 2020   |                                             | |
|                       | Sonia Grande per Mientras dure la guerra    | - Paola Torres per Dolor y gloria - Lourdes Fuentes i Saiola Lara per La trinchera infinita - Alberto Valcárcel per Paradise Hills                                                                                |

### Dècada del 2010
| Guanyador            | Candidats                                       | |
| XXXIII edició - 2019 | XXXIII edició - 2019                            | XXXIII edició - 2019 |
| -------------------- | ----------------------------------------------- | --- |
|                      | Clara Bilbao per La sombra de la ley            | - Mercè Paloma per El fotógrafo de Mauthausen - Lena Mossum per El hombre que mató a Don Quijote - Ana López Cobos per Quién Te Cantará                                         |
| XXXII edició - 2018  |                                                 | |
|                      | Saioa Lara per Handia                           | - Paco Delgado per Abracadabra - Mercè Paloma per La llibreria - Tatiana Hernández per Oro                                                                                      |
| XXXI edició - 2017   |                                                 | |
|                      | Paola Torres per 1898. Los últimos de Filipinas | - Lala Huete per La reina de España - Cristina Rodríguez per No culpes al karma de lo que te pasa por gilipollas - Alberto Valcárcel i Cristina Rodríguez per Tarde para la ira |
| XXX edició - 2016    |                                                 | |
|                      | Clara Bilbao per Nobody Wants the Night         | - Paola Torres per Mi gran noche - Loles García Galeán per Palmeras en la nieve - Fernando García per Un día perfecto                                                           |
| XXIX edició - 2015   |                                                 | |
|                      | Fernando García per La isla mínima              | - Tatiana Hernández per El Niño - Armaveni Stoyanova per Autómata - Cristina Rodríguez per Por un puñado de besos                                                               |
| XXVIII edició - 2014 |                                                 | |
|                      | Paco Delgado per Las brujas de Zugarramurdi     | - Cristina Rodríguez per 3 bodas de más - Tatiana Hernández per Los amantes pasajeros - Lala Huete per Vivir es fácil con los ojos cerrados                                     |
| XXVII edició - 2013  |                                                 | |
|                      | Paco Delgado per Blancanieves                   | - Lala Huete per El artista y la modelo - Fernando García per Grupo 7 - Vicente Ruiz per La banda Picasso                                                                       |
| XXVI edició - 2012   |                                                 | |
|                      | Clara Bilbao per Blackthorn                     | - Paco Delgado per La piel que habito - María José Iglesias García per La voz dormida - Patricia Monné per No habrá paz para los malvados                                       |
| XXV edició - 2011    |                                                 | |
|                      | Tatiana Hernández per Lope                      | - Paco Delgado per Balada triste de trompeta - Mercè Paloma per Pa negre - Sonia Grande per También la lluvia                                                                   |
| XXIV edició - 2010   |                                                 | |
|                      | Gabriella Pescucci per Agora                    | - Lala Huete per El baile de la Victoria - Cristina Rodríguez per El cónsul de Sodoma - Sonia Grande per Los abrazos rotos                                                      |

### Dècada del 2000
| Guanyador           | Candidats                                  | |
| XXIII edició - 2009 | XXIII edició - 2009                        | XXIII edició - 2009 |
| ------------------- | ------------------------------------------ | --- |
|                     | Lala Huete per El Greco                    | - Javier Artiñano per La conjura de El Escorial - Sonia Grande per Los girasoles ciegos - Lourdes de Orduña per Sangre de mayo                        |
| XXII edició - 2008  |                                            | |
|                     | Lena Mossum per Las 13 rosas               | - Sonia Grande per Lola, la película - Lourdes de Orduña per Luz de domingo - María Reyes per El orfanato                                             |
| XXI edició - 2007   |                                            | |
|                     | Francesca Sartori per Alatriste            | - Luciano Capocci per Los Borgia - Yvonne Blake per Los fantasmas de Goya - Sabine Daigeler per Volver                                                |
| XX edició - 2006    |                                            | |
|                     | María José Iglesias per Camarón            | - Sabine Daigeler per Princesas - Janty Yates per Kingdom of Heaven - Sonia Grande per Hormigas en la boca                                            |
| XIX edició - 2005   |                                            | |
|                     | Yvonne Blake per El puente de San Luis Rey | - Sabine Daigeler per Inconscients - Sonia Grande per La puta y la ballena - Lourdes de Orduña per Tiovivo c. 1950                                    |
| XVIII edició - 2004 |                                            | |
|                     | Yvonne Blake per Carmen                    | - Lourdes de Orduña i Montse Sancho per Hotel Danubio - Tatiana Hernández per La gran aventura de Mortadelo y Filemón - Nereida Bonmatí per Noviembre |
| XVII edició - 2003  |                                            | |
|                     | Lala Huete per El embrujo de Shanghai      | - Anna Anni, Alberto Spiazzi i Alessandro Lai per Callas forever - Gumersindo Andrés per Historia de un beso - Lena Mossun per El viaje de Carol      |
| XVI edició - 2002   |                                            | |
|                     | Javier Artiñano per Juana la Loca          | - Alberto Luna per Desafinado - José Vico per El espinazo del diablo - Sonia Grande per The Others                                                    |
| XV edició - 2001    |                                            | |
|                     | Javier Artiñano per Lázaro de Tormes       | - Pedro Moreno per Besos para todos - Francisco Delgado per La comunidad - Gumersindo Andrés per You're the One (una historia de entonces)            |
| XIV edició - 2000   |                                            | |
|                     | Pedro Moreno per Goya en Burdeos           | - Sonia Grande per La lengua de las mariposas - José María de Cossío i Sabine Daigeler per Todo sobre mi madre - Franca Squarciapino per Volavérunt   |

### Dècada del 1990
| Guanyador          | Candidats                                                     | |
| XIII edició - 1999 | XIII edició - 1999                                            | XIII edició - 1999 |
| ------------------ | ------------------------------------------------------------- | --- |
|                    | Lala Huete i Sonia Grande per La niña de tus ojos             | - Mercè Paloma per A los que aman - Gumersindo Andrés per El abuelo - Javier Artiñano per La hora de los valientes                                                                                         |
| XII edició - 1998  |                                                               | |
|                    | Franca Squarciapino per La camarera del Titanic               | - León Revuelta per Muerte en Granada - María Estela Fernández i Glenn Ralston per Perdita Durango |
| XI edició - 1997   |                                                               | |
|                    | Pedro Moreno per El perro del hortelano                       | - Sonia Grande i Gerardo Vera per La Celestina - Javier Artiñano per Libertarias |
| X edició - 1996    |                                                               | |
|                    | Pablo Gago Montilla per La leyenda de Balthasar el castrado   | - María José Iglesias per El día de la bestia - Vittorio Storaro per La ley de la frontera |
| IX edició - 1995   |                                                               | |
|                    | Yvonne Blake per Canción de cuna                              | - Helena Sanchís per Días contados - Nereida Bonmatí per La pasión turca |
| VIII edició - 1994 |                                                               | |
|                    | Andrea D'Odorico per Tirano Banderas                          | - José María de Cossío per Kika - Gumersindo Andrés per Madregilda |
| VII edició - 1993  |                                                               | |
|                    | Javier Artiñano per El maestro de esgrima                     | - Lala Huete per Belle Époque - Yvonne Blake per La reina anónima |
| VI edició - 1992   |                                                               | |
|                    | Javier Artiñano per El rey pasmado                            | - Yvonne Blake per Don Juan en los infiernos - José María de Cossío per Tacones lejanos |
| V edició - 1991    |                                                               | |
|                    | Rafael Palmero i Mercedes Sánchez per ¡Ay Carmela!            | - José María de Cossío per Átame - José María García Montes, María Luisa Zabala i Lina Montero per Yo soy ésa                                                                                              |
| IV edició - 1990   |                                                               | |
|                    | Montse Amenós i García i Isidre Prunés per El niño de la luna | - Ana Alvargonzález per La noche oscura - María Luisa Zabala i Jose María García Montes per Las cosas del querer - Alfonso López Barajas per Montoyas y Tarantos - Marcelo Grandes per Si te dicen que caí |

### Dècada del 1980
| Guanyador         | Candidats                             | |
| III edició - 1989 | III edició - 1989                     | III edició - 1989 |
| ----------------- | ------------------------------------- | --- |
|                   | Yvonne Blake per Remando al viento    | - Gerardo Vera per Berlín Blues - Terry Pritchard i Maritza González per El Dorado - Javier Artiñano per Jarrapellejos - José María de Cossío per Mujeres al borde de un ataque de nervios |
| II edició - 1988  |                                       | |
|                   | Javier Artiñano per El bosque animado | - Javier Artiñano per A los cuatro vientos - Pepe Rubio per La casa de Bernarda Alba |
| I edició - 1987   |                                       | |
|                   | Gerardo Vera per El amor brujo        | - Javier Artiñano i Elisa Ruiz Fernández per Dragon Rapide - Gerardo Vera per La mitad del cielo                                                                                           |

## Estadístiques

### Dissenyadors més guardonats
- 5 premis: Javier Artiñano, d'11 nominacions
- 4 premis: Yvonne Blake, de 7 nominacions
- 3 premis: Lala Huete, de 8 nominacions
- 3 premis: Clara Bilbao, de 3 nominacions
- 2 premis: Paco Delgado, de 6 nominacions
- 2 premis: Pedro Moreno, de 3 nominacions
- 2 premis: Fernando García, de 5 nominacions
- 2 premis: Sonia Grande, d'11 nominacions

### Dissenyadors amb més candidatures
- 11 candidatures: Javier Artiñano (5 premis)
- 11 candidatures: Sonia Grande (2 premis)
- 9 candidatures: Lala Huete (3 premis)
- 7 candidatures: Yvonne Blake (4 premis)
- 7 candidatures: Cristina Rodríguez (0 premis)
- 5 candidatures: Paco Delgado (2 premis)
- 5 candidatures: Fernando García (2 premis)
- 5 candidatures: Tatiana Hernández (1 premi)
- 5 candidatures: José María de Cossío (0 premis)
- 5 candidatures: Mercè Paloma (0 premis)
- 4 candidatures: Clara Bilbao (3 premis)
- 4 candidatures: Gerardo Vera (1 premi)
- 4 candidatures: Paola Torres (1 premi)
- 4 candidatures: Gumersindo Andrés (0 premis)
- 4 candidatures: Sabine Daigeler (0 premis)
- 4 candidatures: Lourdes de Orduña (0 premis)
- 4 candidatures: Alberto Valcárcel (0 premis)
- 3 candidatures: Pedro Moreno (2 premis)
- 3 candidatures: María José Iglesias (1 premi)
- 3 candidatures: Lena Mossum (1 premi)
- 3 candidatures: Nerea Torrijos (1 premi)
- 2 candidatures: Franca Squarciapino (1 premi)
- 2 candidatures: Nereida Bonmatí (0 premis)
- 2 candidatures: María Luisa Zabala (0 premis)
- 2 candidatures: Jose María García Montes (0 premis)